# Ferrari SP12 EC
Ferrari SP12 EC – supersamochód klasy średniej typu one-off wyprodukowany pod włoską marką Ferrari w 2012 roku.

## Historia i opis modelu
W 2010 roku Ferrari rozpoczęło prace nad kolejnym unikalnym projektem realizowanym na specjalne zamówienie w ramach programu Special Products, tym razem zyskując zlecenie od słynnego brytyjskiego muzyka i kolekcjonera samochodów włoskiej firmy, Erica Claptona. Prace nad samochodem trwały łącznie 2 lata, dobiegając końca późną wiosną 2012 roku. Oficjalna prezentacja Ferrari SP12 EC odbyła się w maju tamtego roku, z nazwą oznaczającą kolejno: SP (Special Project), 12 (512 BB, jedna z nazw Ferrari Berlinetta Boxer) oraz EC (właściciel, Eric Clapton).
Za bazę techniczną dla SP12 EC posłużył model Ferrari 458 Italia, z którym unikatowy supersamochód dzielił bazę techniczną oraz proporcje nadwozia. Za stylizację łączącą cechy współczesnych modeli Ferrari z klasycznym modelem Berlinetta Boxer, odpowiedzialne było z kolei włoskie studio projektowe Pininfarina. Charakterystycznymi cechami wizualnymi były rozległe wloty powietrza dominujące zarówno przedni, jak i tylny pas.
Do napędu Ferrari SP12 EC wykorzystany został silnik z modelu 458 Italia w postaci 4,5 litrowego V8, które rozwija moc maksymalną 570 KM i maksymalny moment obrotowy wynoszący 540 Nm. Za przeniesienie napędu odpowiedzialna była z kolei 7-biegowa, dwusprzęgłowa przekładnia autmatyczna.

### Sprzedaż
Ferrari SP12 EC, podobnie jak inne modele ze specjalnej serii Ferrari Special Products, zbudowane zostało w 2012 roku w jednej sztuce dedykowanej zleceniodawcy, Ericowi Claptonowi. Cena, na którą opiewała transakcja, wyniosła 3 miliony funtów brytyjskich.

### Silnik
- V8 4.5l 570 KM